# Diecezja Bunbury
Diecezja Bunbury (łac. Diœcesis Bumburiensis, ang. Diocese of Bunbury) – diecezja Kościoła rzymskokatolickiego w metropolii Perth, obejmująca południowy kraniec stanu Australia Zachodnia. Powstała w 1954 w wyniku wyłączenia części archidiecezji Perth. W roku 2005 główna świątynia diecezjalna, katedra św. Patryka w Bunbury, uległa doszczętnemu zniszczeniu przez tornado.

## Biskupi diecezjalni
- Launcelot Goody (1954–1968)
- Myles McKeon (1969–1982)
- Peter Quinn (1982–2000)
- Gerard Holohan (2001–2023)
- Jerzy Kołodziej SDS (od 2025)